# قيمة D (علم الأحياء المجهرية)
في علم الأحياء المجهرية، تشير قيمة D إلى وقت التخفيض الرقمي وهو الوقت اللازم في درجة حرارة معينة لقتل 90% من الكائنات الحية التي تجري دراستها. وبالتالي، بعد أن يتم تقليل حجم المستعمرة بمقدار 1 D، لا يبقى إلا 10% من الكائنات الحية الأصلية. ويكون عدد الكائنات الحية قد انخفض بمقدار مكان عشري واحد في نظام التعداد. وبصفة عامة، يتم إعطاء قيمة D فريدة لكل مجموعة من الكائنات الحية المقاومة للتعقيم.  وعند الإشارة إلى قيمة D، من الصحيح إعطاء درجة الحرارة كقيمة منخفضة لحرف D. على سبيل المثال، يتم تقليل عدد الكائنات الحية الافتراضية بنسبة 90% بعد التعرض لدرجات حرارة تصل إلى 300 درجة فهرنهايت لمدة 20 دقيقة، وبالتالي فإن قيمة D تكتب كذلك D300F = 20 دقيقة. وغالبًا ما يتم تنفيذ تحديد قيمة D  لقياس فاعلية المطهرات لتقليل عدد الميكروبات الموجودة في بيئة معينة.